# 南湖水库
南湖水库是中国新疆维吾尔自治区哈密市伊州区境内的一座水库，位于西河坝上，建于1961年。水库正常库容为1500万立方米，平均水深为4.50米。